# Сарата (Михалашени)
Сарата (рум. Sarata) насеље је у Румунији у округу Ботошани у општини Михалашени. Oпштина се налази на надморској висини од 104 m.

## Становништво
Према подацима из 2002. године у насељу је живело 336 становника, од којих су сви румунске националности.